# Campeonato de Japón de Ciclismo Contrarreloj
Los Campeonatos de Japón de Ciclismo Contrarreloj se organizan anual e ininterrumpidamente desde el año 1999 para determinar el campeón ciclista de Japón de cada año, en la modalidad. 
El título se otorga al vencedor de una única carrera, en la modalidad de Contrarreloj individual. El vencedor obtiene el derecho a portar un maillot con los colores de la Bandera de Japón hasta el campeonato del año siguiente, solamente cuando disputa pruebas Contrarreloj.

## Palmarés

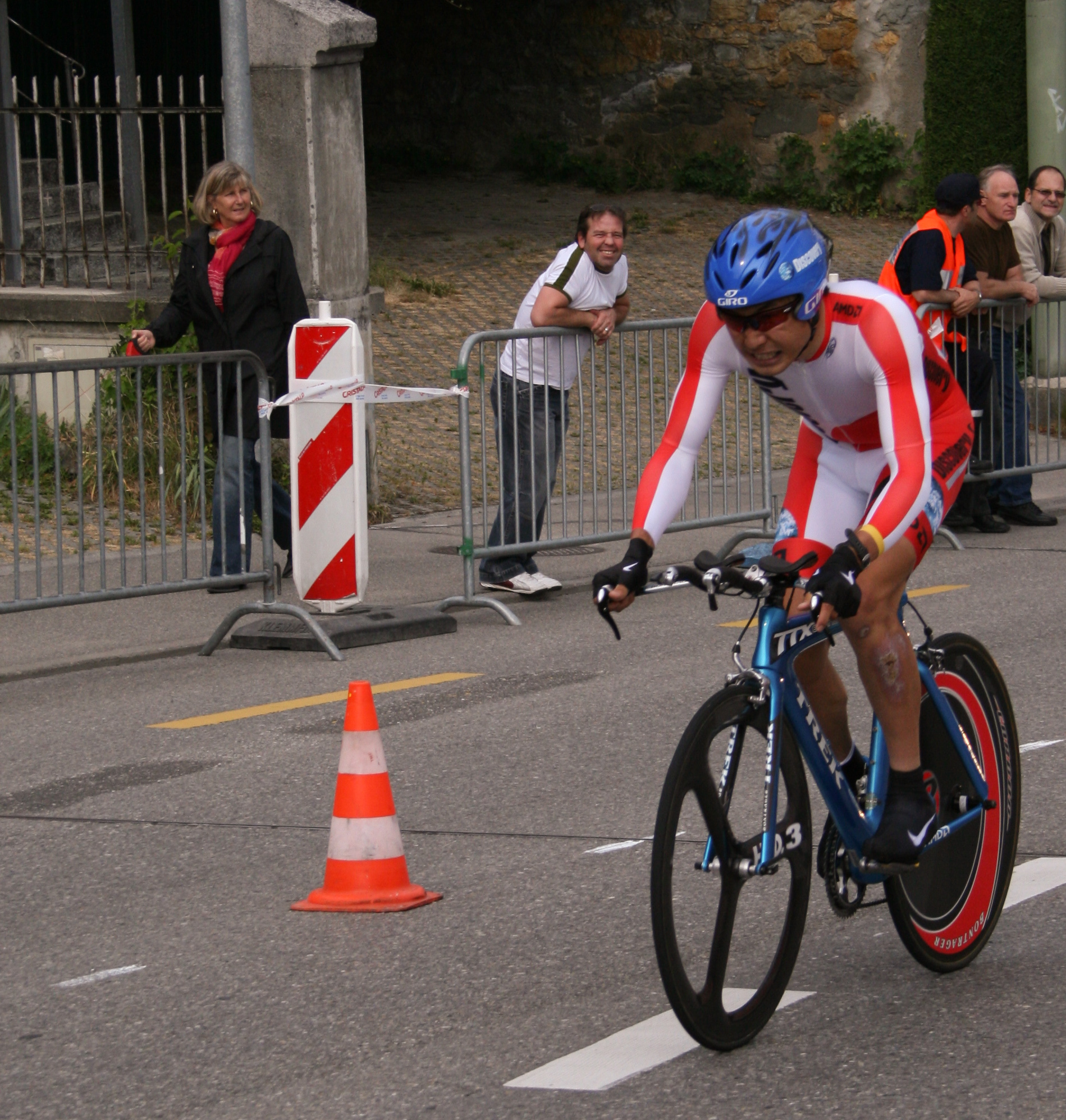
Fumiyuki Beppu con el maillot de campeón de Japón CRI.

| Año  | Ganador            | Segundo         | Tercero          |
| 1998 | Makoto Iijima      | Kumi Sugimura   | Mika Ogishima    |
| 1999 | Yoshiyuki Abe      | Makoto Iijima   | Tomoya Kano      |
| 2000 | Yoshiyuki Abe      |                 | Kazuya Okazaki   |
| 2001 | Akira Kakinuma     | Yoshiyuki Abe   | Ken Hashikawa    |
| 2002 | Kazuya Okazaki     | Tomoya Kano     | Akira Kakinuma   |
| 2003 | Kazuya Okazaki     | Makoto Iijima   | Ken Hashikawa    |
| 2004 | Makoto Iijima      | Yoshiyuki Abe   | Masahiko Mifune  |
| 2005 | Makoto Iijima      | Kazuhiro Mori   | Tomoya Kano      |
| 2006 | Fumiyuki Beppu     | Makoto Iijima   | Kazuya Okazaki   |
| 2007 | Kazuya Okazaki     | Taiji Nishitani | Tomoya Kano      |
| 2008 | Kazuya Okazaki     | Taiji Nishitani | Tomoya Kano      |
| 2009 | Kazuhiro Mori      | Makoto Iijima   | Taiji Nishitani  |
| 2010 | Shinichi Fukushima | Nara Motoi      | Makoto Iijima    |
| 2011 | Fumiyuki Beppu     | Junya Sano      | Ryōta Nishizono  |
| 2012 | Ryōta Nishizono    | Junya Sano      | Taiji Nishitani  |
| 2013 | Masatoshi Ōba      | Ryōta Nishizono | Kazushige Kuboki |
| 2014 | Fumiyuki Beppu     | Junya Sano      | Genki Yamamoto   |
| 2015 | Ryutaro Nakamura   | Nariyuki Masuda | Ryota Nishizono  |
| 2016 | Ryōta Nishizono    | Junya Sano      | Nariyuki Masuda  |
| 2017 | Ryōta Nishizono    | Junya Sano      | Rei Onodera      |
| 2018 | Kazushige Kuboki   | Ryo Chikatani   | Yuma Koishi      |
| 2019 | Nariyuki Masuda    | Atsushi Oka     | Fumiyuki Beppu   |
| 2020 | No se disputó      | No se disputó   | No se disputó    |
| 2021 | Nariyuki Masuda    | Masaki Yamamoto | Hideto Nakane    |
| 2022 | Sohei Kaneko       | Yuma Koishi     | Yukiya Arashiro  |
| 2023 | Yuma Koishi        | Masaki Yamamoto | Yukiya Arashiro  |
| 2024 | Sohei Kaneko       | Taishi Miyazaki | Yukiya Arashiro  |
| 2025 | Shunsuke Imamura   | Sohei Kaneko    | Yuma Koishi      |